# Cesare Casadei
Cesare Casadei (ur. 10 stycznia 2003 w Rawennie) – włoski piłkarz, występujący na pozycji pomocnika, reprezentant Włoch U-21.

## Kariera[2][3]
| Klub           | Miasto    | Debiut                                           | Sukcesy | Mecze w międzynarodowych pucharach |
| -------------- | --------- | ------------------------------------------------ | ------- | ---------------------------------- |
| Reading FC     | Reading   | 4 lutego 2023 Reading FC 2:2 Watford FC          | –       | –                                  |
| Leicester City | Leicester | 19 sierpnia 2023 Leicester City 2:1 Cardiff City | –       | –                                  |

## Statystyki

### Klubowe
(aktualne na dzień 18 listopada 2023)
| Klub           | Sezon   | Liga             | Liga  | Liga   | Puchar krajowy | Puchar krajowy | Kontynentalne | Kontynentalne | Suma  | Suma   |
| Klub           | Sezon   | Liga             | Mecze | Bramki | Mecze          | Bramki         | Mecze         | Bramki        | Mecze | Bramki |
| -------------- | ------- | ---------------- | ----- | ------ | -------------- | -------------- | ------------- | ------------- | ----- | ------ |
| Reading FC     | 2022/23 | EFL Championship | 15    | 1      | 0              | 0              | –             | –             | 15    | 1      |
| Leicester City | 2023/24 | EFL Championship | 12    | 1      | 2              | 0              | –             | –             | 14    | 1      |
| Łącznie        | Łącznie | Łącznie          | 27    | 2      | 2              | 0              | 0             | 0             | 29    | 2      |

### Reprezentacyjne
(aktualne na dzień 18 listopada 2023)
Zawodnik nie rozegrał jeszcze żadnego meczu w kadrze seniorskiej. Statystyki pochodzą z meczów reprezentacji U-20 i U-21.
| Występy i gole w reprezentacji U-20 | Występy i gole w reprezentacji U-20 | Występy i gole w reprezentacji U-20 | Występy i gole w reprezentacji U-20 | Występy i gole w reprezentacji U-20 | Występy i gole w reprezentacji U-20 | Występy i gole w reprezentacji U-20 | Występy i gole w reprezentacji U-20 | Występy i gole w reprezentacji U-20         |
| Lp.                                 | Data                                | Miasto                              | Przeciwnik                          | Wynik                               | Czas                                | Gole                                | Inne                                | Rozgrywki                                   |
| ----------------------------------- | ----------------------------------- | ----------------------------------- | ----------------------------------- | ----------------------------------- | ----------------------------------- | ----------------------------------- | ----------------------------------- | ------------------------------------------- |
| 1.                                  | 23.09.2022                          | Almada                              | Portugalia U-20                     | 2:1 (1:0)                           | 1'–90'                              | 1                                   |                                     | Turniej Ośmiu Narodów U20 (sezon 2022-23)   |
| 2.                                  | 27.09.2022                          | Varese                              | Szwajcaria U-20                     | 3:0 (1:0)                           | 1'–26'                              |                                     | kapitan, kontuzja                   | mecz towarzyski                             |
| 3.                                  | 21.05.2023                          | Mendoza                             | Brazylia U-20                       | 3:2 (3:0)                           | 1'–90'                              | 2                                   | kapitan, asysta                     | Mistrzostwa Świata U-20 w Piłce Nożnej 2023 |
| 4.                                  | 24.05.2023                          | Mendoza                             | Nigeria U-20                        | 0:2 (0:0)                           | 1'–90'                              |                                     |                                     | Mistrzostwa Świata U-20 w Piłce Nożnej 2023 |
| 5.                                  | 27.05.2023                          | Mendoza                             | Dominikana U-20                     | 3:0 (1:0)                           | 1'–90'                              | 2                                   |                                     | Mistrzostwa Świata U-20 w Piłce Nożnej 2023 |
| 6.                                  | 31.05.2023                          | La Plata                            | Anglia U-20                         | 2:1 (1:1)                           | 1'–90'                              | 1                                   | kapitan                             | Mistrzostwa Świata U-20 w Piłce Nożnej 2023 |
| 7.                                  | 03.06.2023                          | San Juan                            | Kolumbia U-20                       | 3:1 (2:0)                           | 1'–90'                              | 1                                   | 83', asysta                         | Mistrzostwa Świata U-20 w Piłce Nożnej 2023 |
| 8.                                  | 08.06.2023                          | La Plata                            | Korea Południowa U-20               | 2:1 (1:1)                           | 1'–90'                              | 1                                   |                                     | Mistrzostwa Świata U-20 w Piłce Nożnej 2023 |
| 9.                                  | 11.06.2023                          | La Plata                            | Urugwaj U-20                        | 0:1 (0:0)                           | 1'–90'                              |                                     |                                     | Mistrzostwa Świata U-20 w Piłce Nożnej 2023 |

| Występy i gole w reprezentacji U-21 | Występy i gole w reprezentacji U-21 | Występy i gole w reprezentacji U-21 | Występy i gole w reprezentacji U-21 | Występy i gole w reprezentacji U-21 | Występy i gole w reprezentacji U-21 | Występy i gole w reprezentacji U-21 | Występy i gole w reprezentacji U-21 | Występy i gole w reprezentacji U-21 |
| Lp.                                 | Data                                | Miasto                              | Przeciwnik                          | Wynik                               | Czas                                | Gole                                | Inne                                | Rozgrywki                           |
| ----------------------------------- | ----------------------------------- | ----------------------------------- | ----------------------------------- | ----------------------------------- | ----------------------------------- | ----------------------------------- | ----------------------------------- | ----------------------------------- |
| 1.                                  | 19.11.2022                          | Ankona                              | Niemcy U-21                         | 2:4 (0:1)                           | 89'–90'                             |                                     |                                     | mecz towarzyski                     |
| 2.                                  | 24.03.2023                          | Nowy Sad                            | Serbia U-21                         | 2:0 (0:0)                           | 1'–90'                              |                                     |                                     | mecz towarzyski                     |
| 3.                                  | 08.09.2023                          | Jurmała                             | Łotwa U-21                          | 0:0 (0:0)                           | 1'–90'                              |                                     |                                     | Eliminacje ME 2025                  |
| 4.                                  | 12.09.2023                          | Sakarya                             | Turcja U-21                         | 2:0 (1:0)                           | 1'–90'                              |                                     | 90'                                 | Eliminacje ME 2025                  |
| 5.                                  | 17.10.2023                          | Bolzano                             | Norwegia U-21                       | 2:0 (1:0)                           | 1'–72'                              |                                     |                                     | Eliminacje ME 2025                  |
| 6.                                  | 16.11.2023                          | Serravalle                          | San Marino U-21                     | 7:0 (3:0)                           | 1'–46'                              |                                     |                                     | Eliminacje ME 2025                  |

## Osiągnięcia[4]

### Klubowe
(aktualne na dzień 18 listopada 2023)
- Młodzieżowy Mistrz Włoch U-17: 2018/2019
- Młodzieżowy Mistrz Włoch: 2021/2022

### Reprezentacyjne
(aktualne na dzień 18 listopada 2023)
- Król strzelców MŚ U-20 2023